# شهرستان مورگان (تنسی)
شهرستان مورگان، تنسی (به انگلیسی: Morgan County, Tennessee) یک سکونتگاه مسکونی در ایالات متحده آمریکا است که در تنسی واقع شده‌است.

## خصوصیات
شهرستان مورگان ۱٬۳۵۳ کیلومترمربع مساحت دارد.